# Подерний трикутник

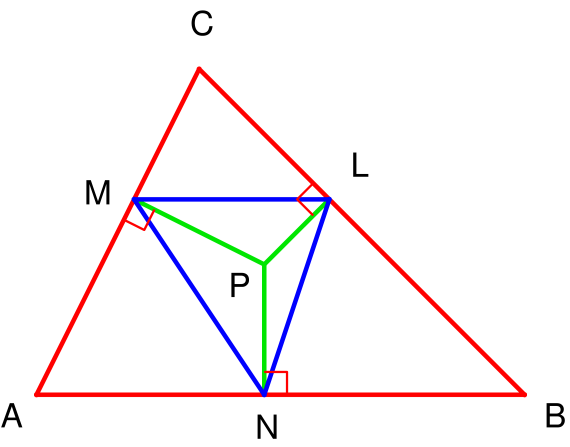
Синій трикутник - подерний трикутник точки відносно червоного трикутника

Поде́рний трику́тник (також педа́льний трику́тник і трику́тник проє́кцій) точки {\displaystyle P} відносно {\displaystyle \triangle ABC} - це трикутник, вершинами якого є основи перпендикулярів, опущених із точки {\displaystyle P} на сторони трикутника {\displaystyle ABC} (або їх продовження).

## Пов'язані визначення
- Описане коло подерного трикутника називають подерним або педальним колом.
- Трикутник із вершинами в інших точках перетину трьох прямих, проведених через вершини подерного трикутника і дану точку {\displaystyle P}, з описаним колом, називають колово-чевіанним трикутником.

## Властивості
- Колово-чевіанний трикутник точки подібний до її подерного трикутника.[2].
- Вершини подерного трикутника ділять три сторони початкового трикутника на шість відрізків так, що сума квадратів трьох з них, які не мають спільних кінців, дорівнює сумі квадратів трьох інших[3].
  - Істинне й зворотне: якщо на трьох сторонах початкового трикутника вибрано три точки так, що вони ділять сторони на шість відрізків, при цьому сума квадратів трьох із них, які не мають спільних кінців, дорівнює сумі квадратів трьох інших, тоді ці три точки є вершинами деякого подерного трикутника[4]. Зокрема:
    - три висоти трикутника перетинаються в одній точці (в ортоцентрі);
    - три серединних перпендикуляри (медіатриси) до сторін трикутника перетинаються в одній точці (в центрі описаного кола);
    - три перпендикуляри до сторін трикутника, проведені в точках їх дотику з трьома зовнівписаними колами, перетинаються в одній точці.

## Окремі випадки подерних трикутників

### Вироджений подерний трикутник

Пряма Сімсона трикутника ABC

- Подерний трикутник точки {\displaystyle P} вироджується в пряму (на малюнку вона синього кольору) тоді і тільки тоді, коли {\displaystyle P} лежить на описаному колі трикутника {\displaystyle ABC}. У цьому випадку пряма, що містить подерний трикутник, називається прямою Сімсона.

### Рівносторонній подерний трикутник
- Подерний трикутник точки Аполлонія є рівностороннім трикутником.

### Ортоцентричний трикутник як подерний трикутник
- Подерний трикутник ортоцентра є ортоцентричним трикутником.

### Серединний трикутник як подерний трикутник
Серединний трикутник (додатковий трикутник) є подерним трикутником центра описаного кола початкового трикутника.

## Подерні кола двох ізогонально спряжених точок трикутника
- Дві точки трикутника ізогонально спряжені тоді і тільки тоді, коли добутки трьох їхніх відстаней до трьох сторін трикутника рівні[5].
- Подерні кола двох ізогонально спряжених точок збігаються[5].
  - Зокрема, подерним колом ортоцентра і центра описаного кола (як двох ізогонально спряжених точок трикутника) є коло Ейлера.